# L'odalisca (Fortuny, 1862)
L'odalisca és una pintura a l'oli realitzada per Marià Fortuny el 1862 a Roma i que actualment pertany a una col·lecció privada.
Les odalisques, esclaves del soldà, van ser una de les temàtiques favorites de Marià Fortuny durant la seva estada a Roma; els seus bonics cossos nus descansen dibuixats en postures des de diverses perspectives sobre divans coberts de luxoses teles. Amb elles, alhora que feia progressos amb el dibuix acadèmic, evocava els afers marroquins que tant admirava, sense oblidar les referències orientals dels mestres francesos, com Delacroix.